# 밧세바
밧세바(בַּת שֶׁבַע, Baṯ-šeḇa‘, "세바의 딸" 혹은 "맹세의 딸") 혹은 바쎄바(공동번역)는 구약성경에 등장하는 다윗 왕의 부인이자 솔로몬 왕의 어머니이다. 원래 다윗의 부하, 히타이트 사람 우리야의 아내였으나 다윗이 밧세바를 범한 후 우리야를 전사시키는 계획을 꾸며 실행에 옮겼고, 그를 전사시킨 후 밧세바를 자신의 아내로 삼았다.

## 성경에서

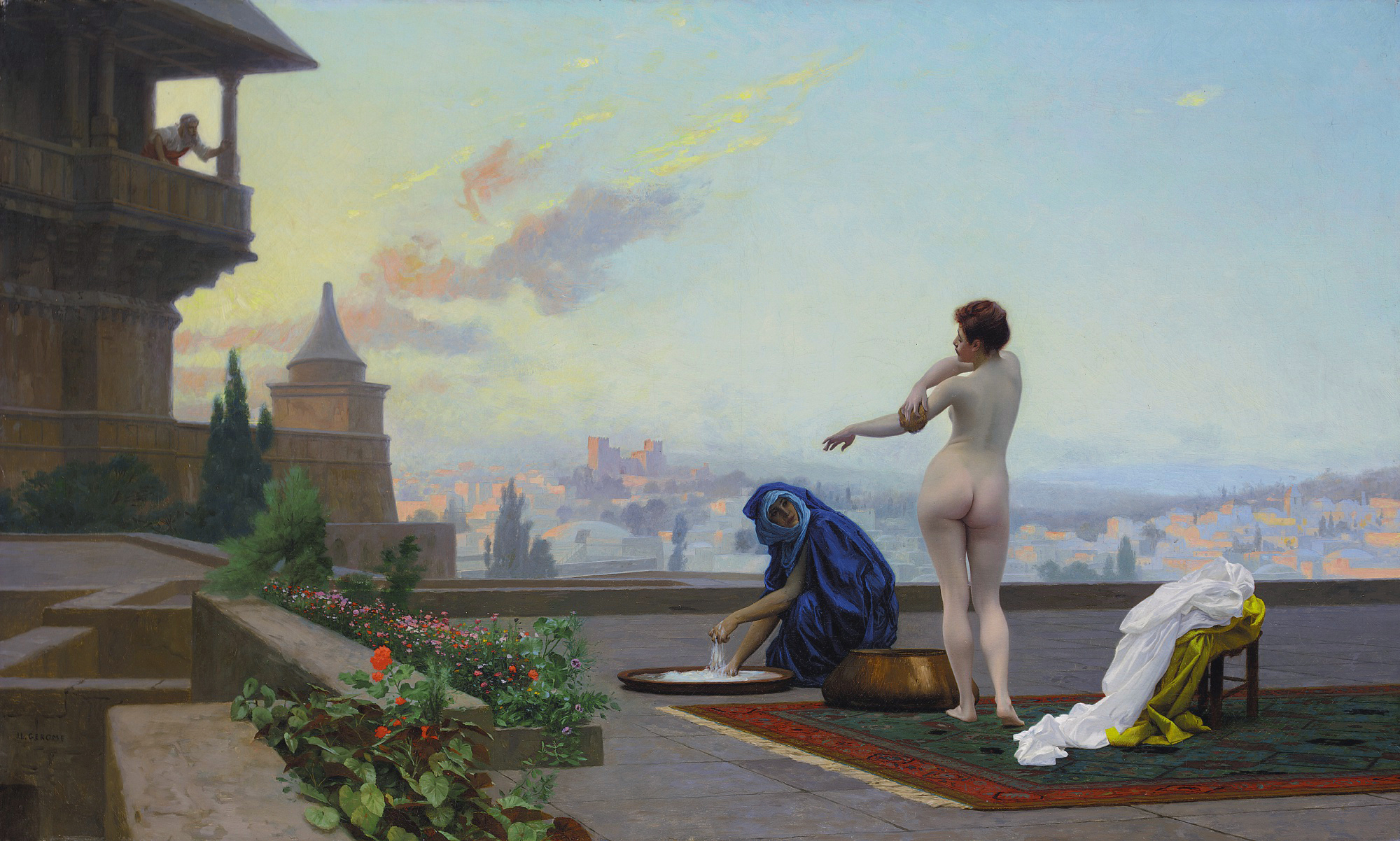
장레옹 제롬이 그린 목욕하는 밧세바와 이를 지켜보는 다윗

밧세바는 길로 사람 아히도벨의 아들인 엘리암의 딸이다. 성경에서는 다윗의 부하인 히타이트 사람 우리야의 아내로 처음 등장한다. 어느 날 다윗이 밧세바가 목욕하는 것을 보고 그 아름다운 모습에 반하여 그 남편이 전쟁터에 나간 사이에 그녀와 여러 차례 정을 통하였다. 결국 밧세바는 다윗의 자식을 밴다.
다윗 왕은 자신의 죄를 숨기고 밧세바를 영원히 차지하기 위해 자신의 부하이자 군대장관 요압에게 편지를 보내 도저히 살아올 수 없는 위험한 전투에 밧세바의 남편인 우리야를 내보내 일부러 죽게 한다.
우리야가 죽었다는 소식을 듣자 다윗 왕은 즉시 밧세바와 혼례를 올렸으며, 밧세바는 임신했던 첫째 아들을 낳았다. 하지만 예언자 나단이 하나님의 이름으로 다윗을 꾸짖고 저주하였고 아이는 일주일만에 병으로 죽고 말았다. 이후 밧세바는 둘째 아들 솔로몬을 낳았고 이후 솔로몬은 다윗 왕의 뒤를 이어 이스라엘의 제3대 왕이 되었다.
다윗 왕 말기에 다윗의 넷째 아들 아도니야가 왕 행세를 하자 밧세바는 나단과 함께 이를 다윗에게 보고하여 아도니야의 반란에 미리 대처할 수 있었다. 이후 아도니아가 밧세바에게 아비삭을 달라고 하자 솔로몬은 아도니아를 죽였다. 밧세바에 관한 그 이후의 기록은 남아있지 않다.

## 비평
밧세바의 이름은 역대상 3장 5절에서는 밧수아(개역개정, בַּת־שׁ֖וּעַ)으로 등장하는데, 이는 밧세바를 다르게 읽은 것에 지나지 않는다. 밧세바에 대한 내용이 나타나는 사무엘하 11장 2절에서 12장 24절까지의 내용과 열왕기상 1장 2절의 내용은 다윗 왕가의 계보를 쓴 책에서 발췌한 부분으로 추측되어 그 역사성이 가장 높게 평가된다.
밧세바가 다윗을 의도적으로 유혹했다는 견해가 일부 존재하나, 이보다는 밧세바가 강간의 피해자라고 보는 견해가 더 많다. 다윗은 밧세바의 남편이 없는 틈을 타 그녀를 불러냈으며, 이러한 상황에서 그가 왕의 명령을 거부할 수는 없었다. 즉 권력에 의한 강간의 피해자라는 것이다.
다윗의 범죄 이후 다윗의 인생 이야기는 전환점을 맞는다. 다윗은 이전에는 사건을 주도하는 위치였다면, 이후로는 사건에 휘둘리는 모양으로 더 등장한다. 다윗은 평소 가정을 제대로 통솔하지 못했고, 특히 왕이자 아버지로서 강간과 같은 심각한 죄를 저지른 아들을 제대로 처벌하지도 않았다. 그는 결국 압살롬에 의해 잠시나마 왕위를 찬탈당한다. 다윗의 아들 암논이 이복누이인 다말을 강간하는 일까지 벌어졌었는데, 이를 계기로 다말의 오빠 압살롬이 천천히 계획적으로 반역을 꾀하기 시작했던 것이다.